# Joseph Losey
Joseph Walton Losey (La Crosse, 14 januari 1909 – Londen, 22 juni 1984) was een Amerikaans filmregisseur.
Na zijn studie medicijnen en Engelse literatuur, ging Losey in Duitsland studeren. Daar leerde hij Bertolt Brecht kennen. Bij zijn terugkeer uit Europa werd hij toneelregisseur in New York.
Na de Tweede Wereldoorlog ging hij naar Hollywood om films te maken. Door zijn communistische sympathieën kwam hij terecht op de „zwarte lijst”. Hij voelde zich in 1952 genoodzaakt om naar Groot-Brittannië te verhuizen. In 1971 kreeg hij op het filmfestival van Cannes een Gouden Palm voor zijn film The Go-Between.

## Filmografie
- 1948: The Boy with Green Hair
- 1950: The Lawless
- 1951: The Prowler
- 1951: M
- 1951: The Big Night
- 1952: Imbarco a mezzanotte
- 1954: The Sleeping Tiger
- 1956: The Intimate Stranger
- 1957: Time Without Pity
- 1958: The Gypsy and the Gentleman
- 1959: Blind Date
- 1960: The Criminal
- 1962: Eva
- 1963: The Damned
- 1963: The Servant
- 1964: King & Country
- 1966: Modesty Blaise
- 1967: Accident
- 1968: Boom!
- 1968: Secret Ceremony
- 1970: Figures in a Landscape
- 1971: The Go-Between
- 1972: The Assassination of Trotsky
- 1973: A Doll's House
- 1975: Galileo
- 1975: The Romantic Englishwoman
- 1976: Monsieur Klein
- 1978: Les Routes du sud
- 1979: Don Giovanni
- 1982: La Truite
- 1985: Steaming